# 海洋所紫柳珊瑚
海洋所紫柳珊瑚（学名：Victorgorgia iocasica）一种于西太平洋卡罗琳洋脊中的海山发现的刺胞动物，隶属于紫柳珊瑚科紫柳珊瑚属。种小名源自中国科学院海洋研究所（IOCAS）名称的英文缩写。

## 形态特征
单平面群落，二歧，保存状态下的模式标本长约329毫米，宽约340毫米。活体时水螅体和共肉组织呈亮紫色，在乙醇保存下为灰褐色。

## 生境
发现于卡罗琳洋脊上的一座M8海山上，水深1549米。附着在岩石底部，其上有蔓蛇尾目（Euryalida）动物栖息。